# Girolamo Savonarola
Girolamo Savonarola (n. 21 septembrie 1452, Ferrara, Ducatul de Ferrara – d. 23 mai 1498, Florența, Republica Florentină) a fost un călugăr dominican italian, predicator, critic și reformator al moravurilor religioase și sociale din epoca sa.

## Biografie
Girolamo Savonarola s-a născut la 21 septembrie 1452 în Ferrara, ca fiu al lui Niccolò Savonarola, din mica nobilime locală, și al Elenei Bonaccorsi, originară din Mantova. Girolamo își face educația în Ferrara cu studii de filosofie, muzică, medicină și desen. La vârsta de 20 de ani publică prima sa lucrare, De ruina mundi, în care critică corupția și decadența moravurilor societății din vremea sa. În 1474 pleacă la Bologna, unde intră în mănăstirea ordinului dominican. Acolo a scris a doua lucrare critică, de data aceasta la adresa Bisericii, intitulată De ruina ecclesiae, în care exprimă deschis exigența unei regenerări a clerului, care - după părerea sa - a pierdut funcțiunea hărăzită de mediator între Dumnezeu și oameni. Călătorește prin orașele din nordul Italiei și, în predicile sale, denunță putreziciunea societății și prevestește venirea apropiată a Judecății de Apoi. În 1482 Lorenzo de' Medici „Magnificul” - la îndemnul lui Pico della Mirandola - îl cheamă la Florența, unde devine prior (superior) al Mănăstirii San Marco. Aceasta nu-l împiedică să denunțe în predicile ținute de la amvonul bisericii Santa Maria Novella însăși corupția familiei di Medici, susținând un model de viață auster și atrăgându-și prin aceasta simpatia populației. 
Prestigiul lui Savonarola crește o dată cu ocupația Florenței de trupele regelui Carol al VIII-lea al Franței și alungarea de la putere a Medicilor. Se instituie astfel „Repubblica Fiorentina” cu un regim zis „democratic”, în care însă Savonarola deține puterea absolută. În această calitate, ia o serie de măsuri printre care abolirea luxului și a cămătăriei, crearea unui „Munte de Pietate” și perceperea impozitelor pe avere. Structura politică, departe de a deveni democratică, concentrează puteri ample în mâinile organului conducător, „Consiglio Maggiore”, în timp ce Savonarola, într-un fanatism religios excesiv, pe care astăzi l-am numi fundamentalism, arde pe rugul „Vanității” în Piazza della Signoria instrumente ale „păcatului”: oglinzi, produse cosmetice, haine elegante, instrumente muzicale, obiecte de artă, cărți considerate imorale și textele în manuscris ale cântecelor laice. Savonarola luptă nu numai împotriva desfrâului și a modului de viață ostentativ opulent, ci și împotriva cultului păgân antic și, ca o consecință, împotriva artei insuficient pătrunsă de spiritualitatea creștină. Călugărul înzestrat cu un talent oratoric de excepție a captivat masele, înspăimântându-le cu viziuni apocaliptice. El impune oamenilor rigoare morală și un ascetism religios radical, fiindcă acestea pot salva orașul de catastrofă. Chiar și pictorul Sandro Botticelli își aruncă în foc propriile tablouri pe teme mitologice cu nuduri feminine.

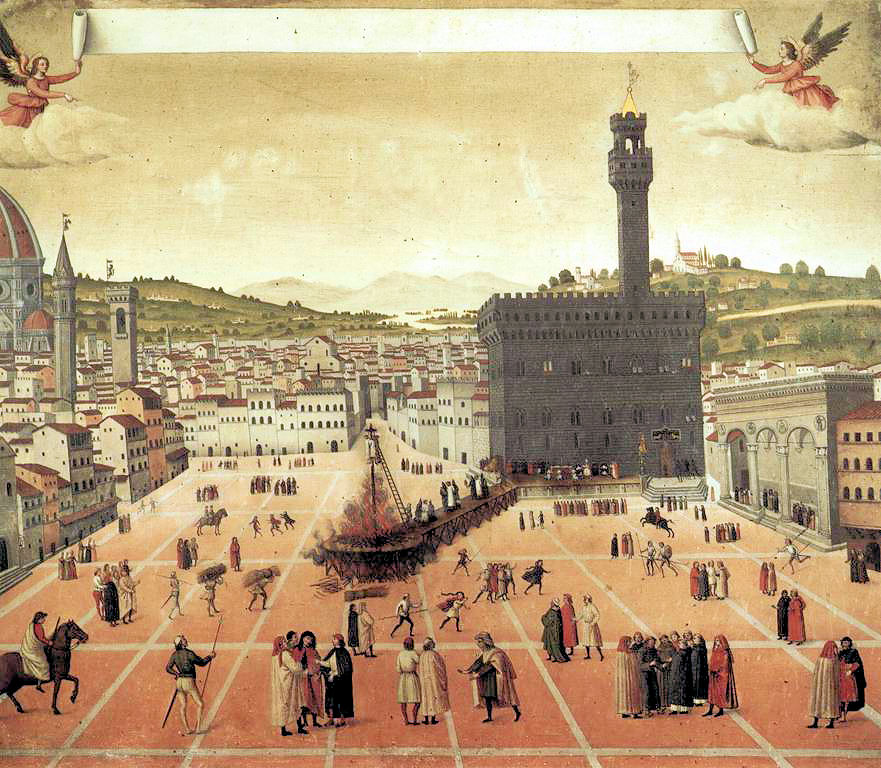
23 mai 1498: Supliciul lui Savonarola în Piazza della Signoria, - Tablou de un pictor necunoscut

Savonarola își continuă predicile, a căror țintă a devenit papa Alexandru al VI-lea „Borgia” și întreaga Curie Romană. Modul său de interpretare a Sfintei Scripturi îi atrage în 1495 acuzația de erezie. Cum Savonarola refuză să dea ascultare papei, acesta îi interzice să mai predice, interdicție pe care Savonarola o ignoră. Între timp situația politică la Florența devine tot mai critică, partizanii vechii oligarhii a Medicilor, „gli Arrabbiati” („Înfuriații”) și populația nemulțumită de rigorile morale, „i Compagnacci”, câștigă teren și duc la revoltă. În 1497, în momentul culminant al luptei pentru putere, sosește de la Roma vestea excomunicării lui Savonarola, pe care acesta o declară nevalabilă. Sub noua putere politică instaurată în 1498, Savonarola este arestat, judecat de un tribunal inchizitorial, torturat și condamnat la moarte pentru erezie. În ziua de 23 mai 1498, după ce a fost spânzurat, trupul lui a fost ars pe rug în Piazza de la Signoria iar cenușa lui a fost aruncată în apele râului Arno. La locul supliciului se poate vedea astăzi o mică placă comemorativă.

## În literatură
În anul 1837 scriitorul bănățean Nikolaus Lenau a publicat poemul epic Savonarola, în care îl descrie pe călugărul dominican drept luptător pentru o lume mai bună.
Savonarola este unul din personajele principale ale romanului istoric Romola scris de George Eliot în anii 1862–63. 
Thomas Mann a tematizat figura lui Savonarola în povestirea Gladius Dei (1902) și ulterior în piesa de teatru Fiorenza (1905). 

## Citate despre Savonarola
- Florentinii sunt departe de a se considera ignoranți și mărginiți, și cu toate acestea Fratele Girolamo Savonarola a reușit să-i convingă că Dumnezeu îi vorbește lui. Nu am pretenția de a judeca dacă acest lucru este adevărat sau nu, deoarece trebuie să vorbim cu respect despre un om atât de mare; dar pot spune că un număr mare de oameni au crezut acest lucru fără a vedea nici o manifestare extraordinară care să-i fi convins de acest lucru. (Niccolò Machiavelli, Discursul, Cartea I, Capitolul XI)